# Pablo Casado
Pablo Casado Blanco (phát âm tiếng Tây Ban Nha: [ˈpaβlo kaˈsaðo ˈβlaŋko]; sinh ngày 1 tháng 2 năm 1981) là một chính trị gia Tây Ban Nha và lãnh đạo của Đảng Nhân dân (PP). Anh là một trong ba đại biểu của Ávila trong quốc gia Đại hội đại biểu và đã giữ chức vụ đó kể từ đó 2011. Từ 2015 đến 2018, ông cũng giữ chức Phó Tổng thư ký Truyền thông của PP. Kể từ tháng 7 năm 2018, anh đã là chủ tịch của PP.

## Tiểu sử

### Thiếu thời
Casado sinh ngày 1 tháng 2 năm 1981 tại Palencia. Bố của anh Miguel Casado González là một bác sĩ và mẹ của anh là Esther Blanco Ruiz một giáo sư đại học điều dưỡng; gia đình anh ấy sở hữu một phòng khám nhãn khoa tại thành phố quê hương của anh ấy. Anh học tại Colegio Castilla, được quản lý bởi Anh em nhà Marist, và học năm thứ 8 của Giáo dục cơ bản chung (EGB) tại Trường Douai 
ở Vương quốc Anh. Anh có 5 anh em trai.
Anh bắt đầu học đại học về Luật tại ICADE (một trung tâm ở Madrid và được tích hợp trong Đại học Pontificia Comillas) vào năm 1999, nhưng anh đã chuyển sang một trung tâm khác vào năm 2004, đăng ký vào CES Cardenal Cisneros, một trung tâm do tư nhân quản lý thuộc sở hữu của Foundation của Cộng đồng Madrid và theo học (cho mục đích cấp bằng) cho Đại học Complutense Madrid (UCM) công lập.
Casado sau đó tuyên bố sai đã lấy được bằng sau đại học tại Đại học Harvard; thực tế anh đã tham gia khóa học bốn ngày vào năm 2008 tại trường Trường Kinh doanh IESE của Madrid. Không có yêu cầu học tập là cần thiết để tham dự khóa học, và tham dự là yêu cầu duy nhất để hoàn thành.

### Bắt đầu sự nghiệp chính trị
Ông tham gia chính trị và gia nhập Đảng Nhân dân (PP) năm 2003 khi Casado còn là một sinh viên.
Ông chủ trì chi nhánh khu vực của tổ chức thanh niên của PP trong Cộng đồng Madrid, được gọi là Thế hệ mới (NNGG), từ năm 2005 đến 2013.